# Studio Plantage

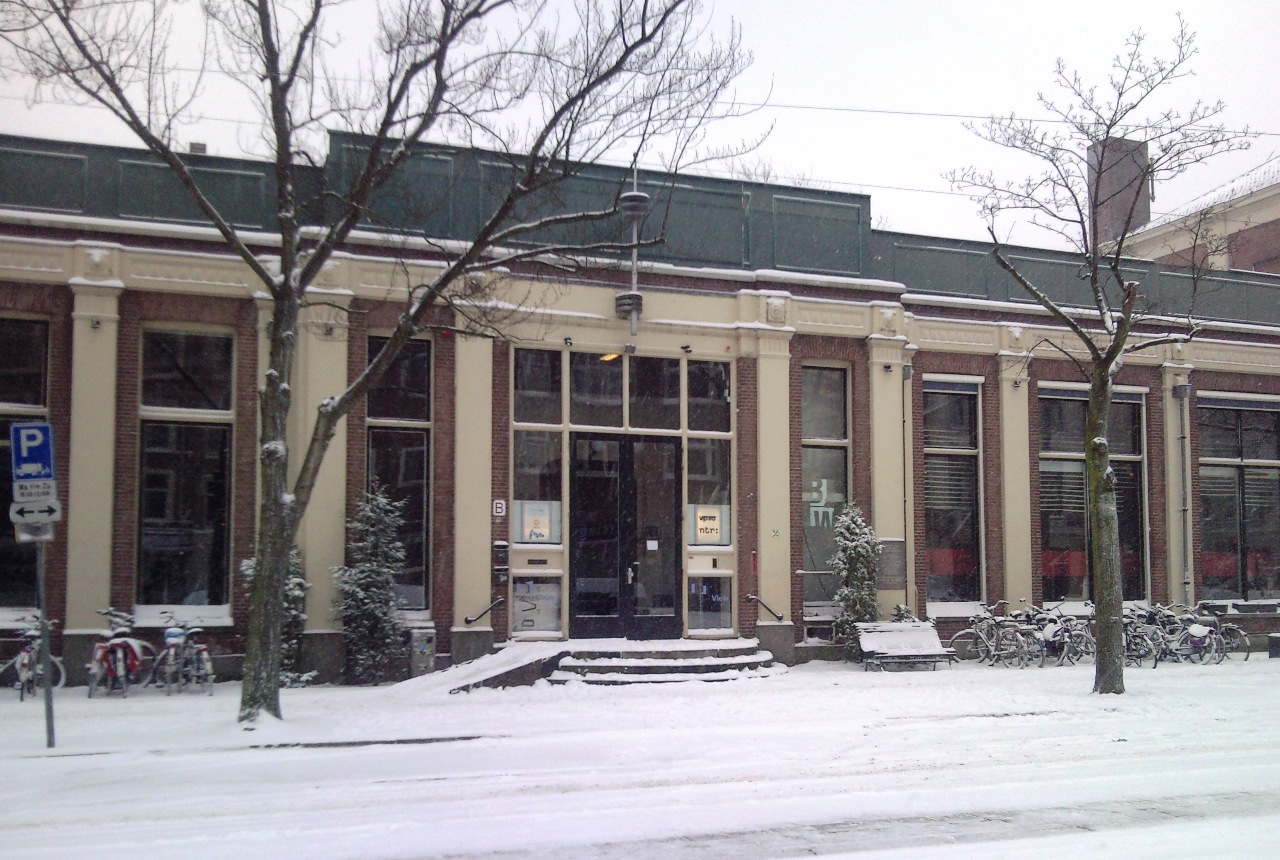
Studio Plantage, 2010.

Le Studio Plantage était un studio de télévision situé dans le quartier du Plantage à l'est d'Amsterdam, et qui fut utilisé de 1990 à 2011. Situé à l'intersection de Plantage Middenlaan et Plantage Kerklaan, à proximité des Desmet Studio's Amsterdam, il était installé dans l'un des bâtiments de l'Artis, le Nieuwe ledenlokalen. Il constituait le studio d'enregistrement principal de l'entreprise DutchView.
Au printemps 2010, l'Artis, propriétaire du bâtiment manifesta son souhait de rénover le bâtiment pour l'intégrer à ses infrastructures. DutchView fut ainsi contraint de trouver une nouvelle adresse pour enregistrer ses émissions. Les studios furent ainsi délocalisés à l'ouest de la ville, sur le terrain de la Westergasfabriek. Dès septembre 2010, plusieurs programmes, comme De Wereld Draait Door, Pauw & Witteman ou encore Kunststof TV furent ainsi diffusés à partir des nouveaux studios. L'émission de radio Tros Muziekcafé fut cependant délocalisée dans la ville voisine d'Hilversum où se trouve une majorité des studios Tv et radio de la région.